# Чулко Микола Федорович
Мико́ла Фе́дорович Чулко́ — (* 12 травня 1947, м. Немирів Вінницької області — †31 грудня 2014, Вінниця) — український живописець. Член Національної спілки художників України з 1992 р. Заслужений художник України (2007). Працював у станковому живописі, переважно у жанрі пейзажу та натюрморту. 

## Життєпис
Народився у місті Немирові Вінницької області. Мав середню освіту. Представник української тональної малярської школи. Живопису навчався у творчих майстернях А. В. Сороки та О. Є. Сидорова. З 1975 року брав участь у виставках та пленерах. Здійснив творчі поїздки вздовж Південного Бугу та по Карпатах, Миколаївщині, Чернігівщині, у Китай. Автор понад 10 персональних виставок.

Помер від важкої хвороби у Вінниці 31 грудня 2014 року.
|                                                                              | Микола Чулко!.. Чудова людина і талановитий художник, завжди наповнений енергією, постійним бажанням робити добро своїм друзям, своїй родині. Обдарований від природи. Він постійно прагнув сягнути глибин майстерності. І з допомогою свого чудового краю, краси України Поділля, як писала Леся Українка, свого мистецького середовища, зокрема вінницького митця Аркадія Сороки, Микола Чулко таки став в один ряд із талановитими українськими митцями. |
| — Андрій Чебикін, президент Національної Академії мистецтв України, професор | |

## Твори
Твори є у власності Міністерства культури України, Уряду Австрії, Китайської Народної Республіки, зберігаються у Вінницькому обласному художньому музеї, Тульчинському художньому музеї, Чернігівському художньому музеї, галереї санаторію «Авангард» (м. Немирів), у вітчизняних та зарубіжних колекціях.